# Zbrodnia w Grabówce (powiat białostocki)
Zbrodnia w Grabówce – zbrodnia popełniona przez okupanta niemieckiego w latach 1941–1944 w Grabówce na Polakach, Białorusinach, Żydach i jeńcach sowieckich. Liczba ofiar szacowana jest na 16 000 osób. Po 1945 w miejscu zbrodni Urząd Bezpieczeństwa dokonywał mordów na żołnierzach Armii Krajowej.

## Historia
Karol Usakiewicz, Grabówka 1941–1944. Masowe egzekucje w świetle relacji świadków, IPN Białystok 2016.

W I połowie 1944 roku Niemcy przystąpili do zacierania śladów zbrodni. W tym celu specjalne Komando 1005 wydobyło i spaliło zwłoki z trzech zbiorowych mogił.
Po II wojnie światowej podjęto prace ekshumacyjne, w toku których zlokalizowano w Grabówce 17 zbiorowych mogił. Tworzą one trzy odrębne pola, które obecnie otaczają pomnik ofiar zbrodni.
Upamiętnienie ofiar zbrodni odbywa się corocznie w połowie czerwca. 14 kwietnia 2021 Urząd Marszałkowski w Białymstoku i Gmina Supraśl zawarły umowę na ponowne urządzenie terenu nekropolii.

## Pomnik
Pomnik powstał w 1973 r. Jego autorem był Stanisław Wakuliński, a wykonawcami kamieniarze Lech Filarski i Ryszard Kierszniewski. Posiada on postać rzeźby upadającej postaci rozstrzelanego ze związanymi rękami, umieszczonej na tle pionowej formy abstrakcyjnej. Na monumencie umieszczono napis: „W HOŁDZIE OFIAROM HITLEROWSKIEGO LUDOBÓJSTWA”. Pomnik wykonano z piaskowca. Od mogił zamordowanych oddzielają go drzewa oraz betonowe ogrodzenie. Kwatery mogił zaznaczono betonowymi krzyżami łacińskimi i prawosławnymi.

## Galeria

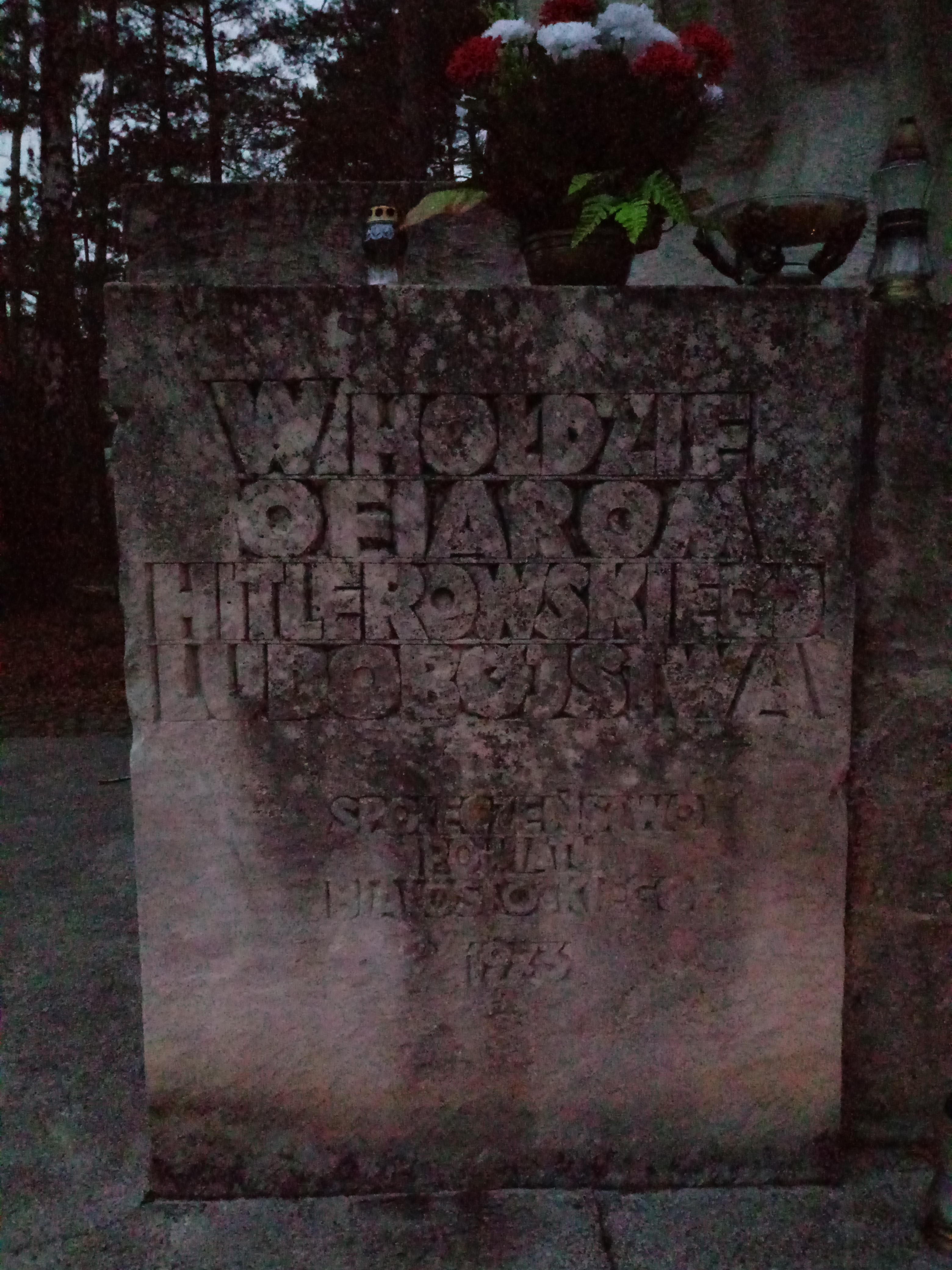
Fragment pomnika projektu Stanisława Wakulińskiego
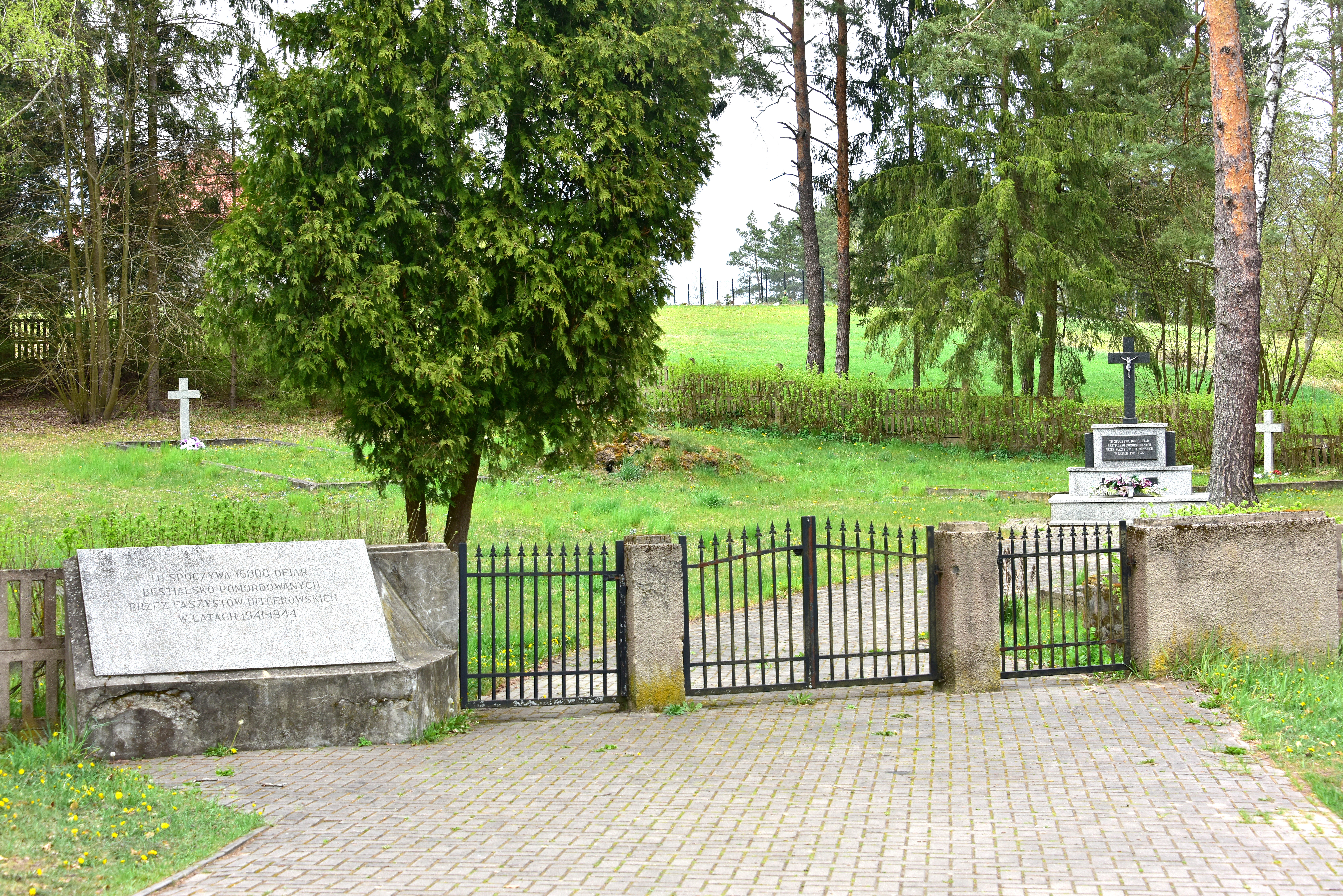
Wejście na teren upamiętnienia ze zbiorowymi mogiłami
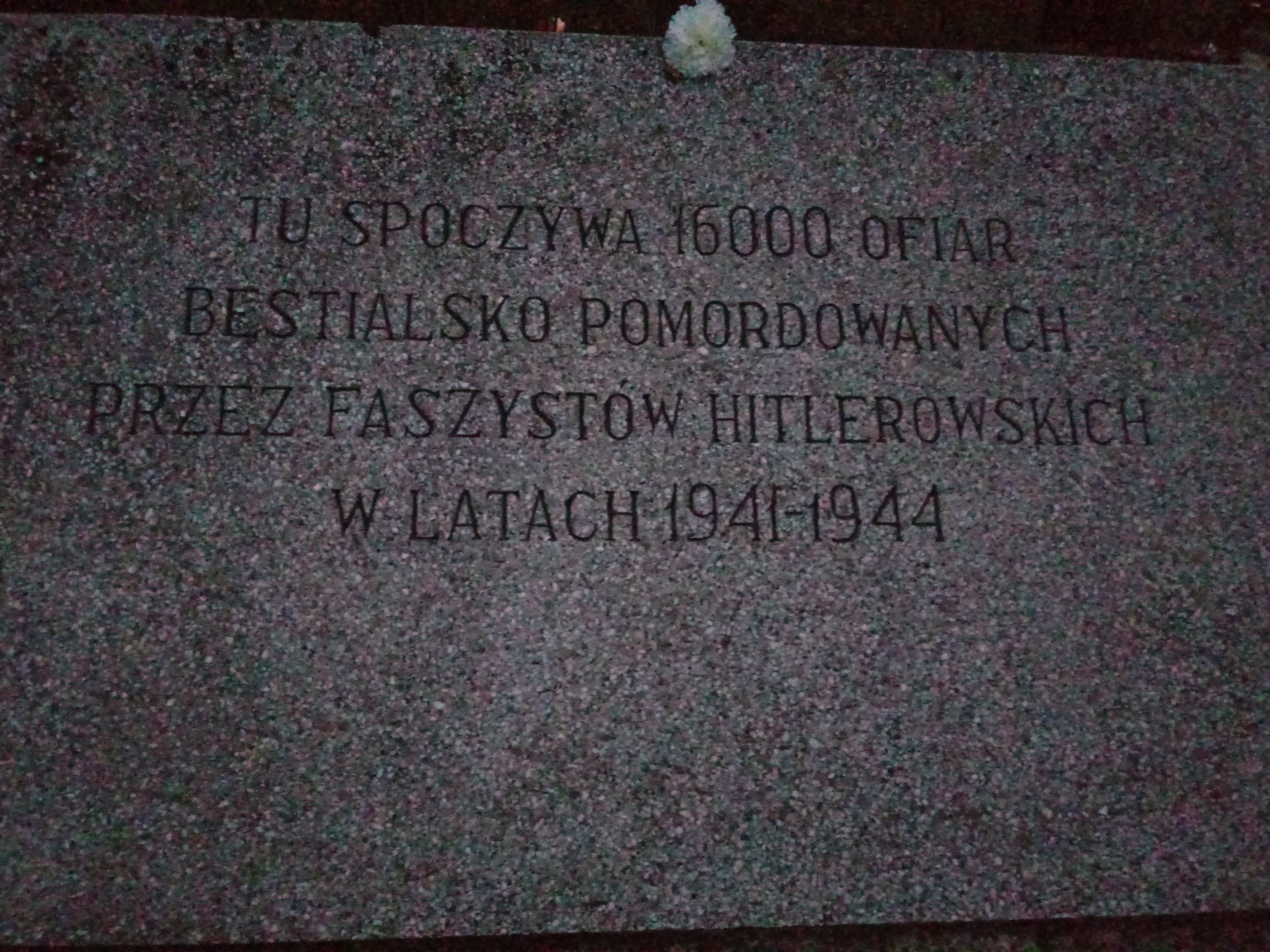
Tablica przed wejściem na cmentarz: "Tu spoczywa 16 000 ofiar bestialsko pomordowanych przez faszystów hitlerowskich w latach 1941–1944"
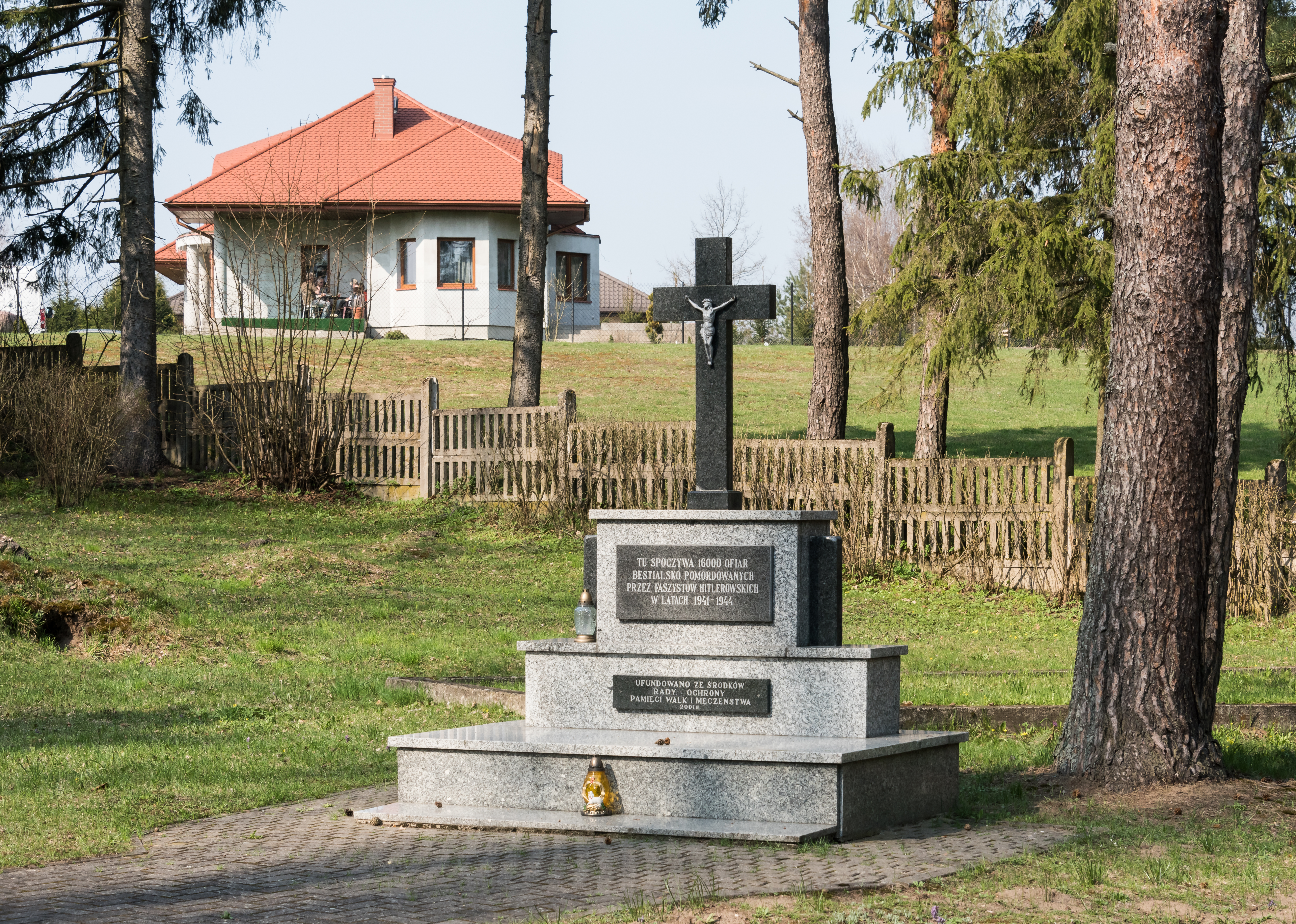
Nagrobek-krzyż na cmentarzu